# Songs for You
Songs for You es el cuarto álbum de estudio de la artista estadounidense Tinashe, lanzado de forma independiente a través de su propio sello Tinashe Music Inc. el 21 de noviembre de 2019. Es el primer proyecto desde su salida de RCA Records en febrero de 2019. El proyecto presenta colaboraciones con Ms Banks, 6LACK y G-Eazy. El álbum ha recibido críticas positivas, con publicaciones que elogian su creatividad, producción y composición, así como por lanzar música de forma independiente.

## Antecedentes
Después de que se lanzó el álbum anterior de Tinashe, Joyride, comenzó a grabar su siguiente  mixtape. El mixtape se basó en el alter ego de Tinashe, Nashe. Tanto Tinashe como Hitmaka, productor ejecutivo del mixtape, promocionaron a Nashe a través de fragmentos de canciones de la lista de canciones. La promoción adicional continuó con sus sencillos, "Like I Used To" y "Throw a Fit", los cuales utilizaron la portada del mixtape. La promoción de Nashe cesó sin motivo; sin embargo, surgieron especulaciones después de que Tinashe publicara una captura de pantalla en Instagram de un error de página del sitio web de RCA con un corazón roto como título de la publicación. Según Hitmaka, el mixtape fue archivado. La cancelación de Nashe, descrita como una "corrección de rumbo fallida" por Paper, se convirtió en un punto de inflexión en su decisión de dejar RCA, entre otras razones. En febrero de 2019, el entonces mánager de Tinashe, Mike Nazzaro, anunció su salida de RCA y citó: "Iniciamos su liberación. Fue una división positiva para ella. Le está devolviendo el control creativo". Después de su partida, HotNewHipHop.com publicó un artículo en el que informaba que estaba en medio de una guerra de ofertas con varias discográficas importantes. Tinashe finalmente firmaría un acuerdo de manejo artístico con Roc Nation el 7 de noviembre de 2019. Su nuevo equipo incluye a la gestión de artistas de Roc Nation, Simonne Solitro.
Songs For You presenta tres canciones, "Link Up", "Feelings" y "Cash Race", originalmente destinadas al proyecto de verano de Tinashe de 2018, Nashe, producido por Hitmaka. MadeinTYO apareció originalmente en la lista de canciones después de que se burlaran de ella durante las fiestas de escucha, pero la colaboración se desechó después de que el productor le dio el la pista a otro artista.

## Grabaciones
El álbum fue grabado en el estudio de la casa de Tinashe en Los Ángeles. Consideró el estudio de su casa como el lugar para la grabación del álbum como "[llevar] a la gente a mi experiencia, mi mundo", y agregó: "Creo que eso ya marcó la pauta para [el álbum], como 'OK, esto va a ser realmente real. Esto va a ser crudo. Era verdaderamente yo y eso era todo lo que traía al estudio, mis emociones".

## Lanzamiento y promoción
El 30 de septiembre de 2019, Tinashe anunció el proyecto junto con un tráiler en YouTube. Entre octubre y noviembre de 2019, realizó fiestas de escucha de su proyecto en Londres, Los Ángeles y Nueva York, y afirmó durante las fiestas que Songs for You es su proyecto más vulnerable hasta la fecha. En una entrevista con Hip Hop Mike, declaró su dirección para el álbum como "una experiencia real en la que realmente podrían hincarle el diente. Hay algunos momentos que están en tus sentimientos. Realmente tuve que abrirme. Es el proyecto más vulnerable que he lanzado".
El álbum fue lanzado el 21 de noviembre de 2019 un jueves en lugar de los lanzamientos habituales de la industria musical de los viernes. Tinashe declaró en una entrevista con Billboard que quería enfatizar su postura en la industria de la música como "no parte del sistema". El álbum encabezó la lista de álbumes de iTunes la noche de su lanzamiento; el álbum alcanzó el puesto número 1 en varios países, incluidos los Estados Unidos, lo que la convirtió en la primera artista independiente en hacerlo desde que el álbum Blonde de Frank Ocean de 2016 encabezó la lista.

### Sencillos
El primer sencillo, "Die a Little Bit" con la participación de Ms Banks, se lanzó como el sencillo principal de Songs for You el 24 de octubre de 2019, con un video musical adjunto dirigido por C Prinz. El segundo sencillo, "Touch & Go" con 6lack, se lanzó el 7 de noviembre de 2019. "So Much Better" con G-Eazy se lanzó como tercer sencillo el 21 de noviembre de 2019, junto con su video musical dirigido por Mynxii White. "Stormy Weather" se lanzó como cuarto sencillo el 27 de diciembre de 2019 con el lanzamiento de un video acompañado. "Save Room for Us" se convirtió en el quinto y último sencillo el 14 de febrero de 2020 con el lanzamiento de un video adjunto y un remix adicional del propio Makj. El 21 de abril de 2020 se lanzó un video acústico para la pista del álbum, "Remember When".
Desde el 26 de junio de 2020 hasta el 10 de julio de 2020, todos los viernes se lanzará un remix de una canción del álbum. "Hopscotch" con el dúo estadounidense de R&B THEY., "Die a Little Bit" con Ms Banks, con el productor Zhu y "Touch & Go" con 6lack, con el productor TARRO fueron lanzados respectivamente con una semana de diferencia. Todos los remixes venían con su propio visual corto acompañado.

### Gira
En febrero de 2020, Tinashe anunció su Tour for You en apoyo del álbum. En una semana, la mitad de las fechas se agotaron. Se agregaron fechas de gira adicionales en los Estados Unidos a fines de febrero.
El lugar de Phoenix se trasladó del Crescent Ballroom a The Van Buren debido a la gran demanda. El 1 de abril de 2020, Tinashe anunció el aplazamiento de la gira debido a la pandemia de COVID-19.

## Recepción crítica
Songs for You recibió críticas positivas de los críticos musicales. Chris DeVille de Stereogum consideró el álbum como "[sentirse] como la libertad sonoramente". es la de un artista de R&B extremadamente talentoso que vuelve a cocinar después de una exhalación profunda y purificadora".
Madeline Roth de MTV describe Songs for You como "Tinashe tomando el control creativo total de su trabajo; algo que finalmente pudo hacer [...] El resultado, al parecer, es música que viene directamente del alma".
Allison Stubblebine de Nylon dijo que "Tinashe es la superestrella de R&B que hemos estado buscando, y ahora que se lanzó su primer álbum independiente Songs for You, es hora de repetirlo y darle los elogios que se merece. No hay una sola canción mala en el disco: concluyendo en 51 minutos, el lanzamiento de 15 pistas muestra todo lo que Tinashe hace mejor".

### Lista anual
| Publicación | Categoría                                     | Rango | Ref.   |
| ----------- | --------------------------------------------- | ----- | ------ |
| Revolt      | Top R&B Projects of 2019                      | 5     | [ 30 ] |
| HipHopDX    | The Best R&B Albums Of 2019                   | 6     | [ 31 ] |
| Tracklist   | 15 Best International Albums of 2019          | 13    | [ 32 ] |
| Paste       | Best Pop Albums of 2019                       | 14    | [ 33 ] |
| Rated R&B   | The 30 Best R&B Albums of 2019                | 23    | [ 34 ] |
| Complex     | The Best Albums of 2019                       | 45    | [ 35 ] |
| The Fader   | The 100 Best Songs of 2020 (Save Room for Us) | 43    | [ 36 ] |

## Lista de canciones
| N.º | Título                            | Producer(s)    | Duración |  |
| 1.  | «Feelings»                        | Hitmaka        | 3:06     |  |
| 2.  | «Life's Too Short»                | Kingdom        | 3:11     |  |
| 3.  | «Hopscotch»                       | Boston         | 3:11     |  |
| 4.  | «Stormy Weather»                  | Oliver Malcolm | 3:10     |  |
| 5.  | «Save Room for Us»                | MAKJ           | 2:45     |  |
| 6.  | «Story of Us»                     | Oz             | 2:45     |  |
| 7.  | «Die a Little Bit» (con Ms Banks) | Trackside      | 2:45     |  |
| 8.  | «Perfect Crime»                   | Styalz Fuego   | 2:56     |  |
| 9.  | «Cash Race»                       | Hitmaka        | 4:34     |  |
| 10. | «Link Up»                         | Smash David    | 3:28     |  |
| 11. | «Touch & Go» (con 6LACK)          | Killah B       | 4:15     |  |
| 12. | «Know Better»                     | Killah B       | 6:57     |  |
| 13. | «You (Interlude)»                 | Tinashe        | 0:06     |  |
| 14. | «So Much Better» (con G-Eazy)     | Myles Morgan   | 4:50     |  |
| 15. | «Remember When»                   | Darion Jovan   | 3:50     |  |